# Vermina
Vermina fue el hijo de Sifax, rey de los masesilos, la tribu númida más occidental.

## Biografía
Mencionado por primera vez en 204 a. C., cuando forma junto a su padre frente a su rival Masinisa, a quien vencen. Tras la derrota y captura de su padre al año siguiente, Vermina continúa fiel a Cartago. Se une a Aníbal poco después de su desembarco en África, pero no participa en la batalla de Zama , probablemente por encontrarse reclutando fuerzas en sus propios dominios. Llega al campo de batalla poco después, al mando de un considerable ejército. Allí es atacado por los romanos y sufre una derrota con grandes pérdidas. 15.000 de sus hombres caen en batalla y 1200 son hechos prisioneros. El propio Vermina consigue escapar con dificultad en compañía de algunos jinetes. No tiene otra alternativa que rendirse.
En 200 a. C. envía una embajada a Roma, solicitando el perdón, y rogando que el senado le considere como rey, aliado, y amigo. El senado replica que Vermina debe primero pedir la paz, y posteriormente enviaría comisarios a su reino para dictar los términos en la cual esta sería concedida. Cuando los comisarios llegan a África, son recibidos por Vermina con el mayor respeto. Allí concluyen un tratado de paz cuyos términos no han quedado registrados, pero se sabe que la mayor parte de sus dominios hereditarios pasan a manos de Masinisa.